# Long Cleugh Burn
Der Long Cleugh Burn ist ein etwa 1,1 km langer Wasserlauf in Cumbria in England. Er entsteht 2,3 km südöstlich von Nenthead. Er fließt in nordwestlicher Richtung, um bei seinem Zusammentreffen mit dem Old Carr’s Burn und dem Middle Cleugh Burn den River Nent zu bilden.